# Carlos Ariel Sánchez
Carlos Ariel Sánchez Torres (Purificación, Tolima, 26 de abril de 1957) es un abogado, académico y escritor colombiano, egresado de la Universidad del Rosario. 
En 2007 fue elegido como Registrador Nacional del Estado Civil de Colombia desde el 6 de diciembre de 2007 y fue reelegído en el 2011 tras haber ganado un concurso de méritos presidído por la Corte Constitucional, Corte Suprema de Justicia y Consejo de Estado. Miembro de número de la Academia Colombiana de Jurisprudencia desde el 13 de agosto de 2013.

## Biografía
Estudió en la Facultad de Jurisprudencia de Colegio Mayor de Nuestra Señora del Rosario entre 1975 y 1979. Es especialista  en Derecho Comercial de la Universidad de los Andes, en Derecho Público Comparado de la Universidad de Turín (Italia), en Derechos Humanos  del Instituto de Derechos Humanos de la ESAP. Obtuvo el título de doctor en Derecho, summa cum laude de la Universidad de Navarra (España). Magíster en Derecho con Énfasis en Administrativo de la Universidad Sergio Arboleda.
Ganó por concurso de méritos la dignidad de ser magistrado del Tribunal Administrativo de Cundinamarca. Ha sido contralor de Bogotá, árbitro de la Cámara de Comercio de Bogotá, consejero y presidente del Consejo Nacional Electoral, director editorial de LEGIS S.A.. Su experiencia docente por más de 20 años incluye entre otros cargos el de Director de la Maestría en Derecho Administrativo de la Universidad del Rosario, y Director de las especializaciones en Derecho Administrativo, Gerencia Pública y Control Fiscal. También ha sido profesor invitado en la Universidad de Urbino, Italia y Universidad Alfonso X el Sabio (España), en el programa de Doctorado en Derecho para Ibero-América.
Sánchez ha sido escritor de temas jurídicos y políticos, y la lista de sus artículos en revistas y participación como conferencista en foros nacionales e internacionales es extensa Algunos de sus libros más consultados son “Participación Ciudadana en Colombia”, de Editorial Diké; “Teoría General del Acto Administrativo”, de Legis Editores, y “Derecho Electoral Colombiano, de Legis Editores, entre otros. Antes de ser elegido como Registrador, el Dr. Carlos Ariel Sánchez Torres se desempeñaba como investigador y docente de las universidades Sergio Arboleda y el Colegio Mayor de Nuestra Señora del Rosario.

## Registrador Nacional del Estado Civil
Se posesionó como Registrador Nacional del Estado Civil el 6 de diciembre de 2007, luego de surtir un riguroso proceso de selección por méritos presidido por la Corte Constitucional, la Corte Suprema de Justicia y el Consejo de Estado. Al comenzar su gestión lideró el proceso de formulación del Plan Estratégico 2008-2011 “El Servicio Es Nuestra Identidad”, de la Registraduría Nacional del Estado Civil. Fue reelegido en el 2011 tras haber ganado un concurso de méritos presidído por la Corte Constitucional, Corte Suprema de Justicia y Consejo de Estado. Los presidentes del Consejo de Estado, Mauricio Fajardo Gómez; de la Corte Suprema de Justicia, Camilo Tarquino Gallego, y de la Corte Constitucional, Juan Carlos Henao Pérez, reeligieron a Carlos Ariel Sánchez Torres como registrador nacional del Estado Civil. Dejó su cargo el 4 de diciembre de 2015.

## Publicaciones

### Libros
- 1998, El Acto Administrativo. Teoría General. Colombia. ed:Legis Sa  ISBN 958 653 13  v.pags. 365
- 1998, Mecanismos de protección de los derechos fundamentales.Colombia.  ed:Universidad Sergio Arboleda  ISBN 958 9442 2 v. 1 pags. 159
- 1996, Modernidad, Democracia y Partidos Políticos. Colombia.  ed:Fundación FIDEC  ISBN 958 96031 v. pags. 283
- 1997, Hermenéutica Jurídica. Homenaje al Maestro Darío Echandía. Colombia.  ed:Universidad del Rosario  ISBN 958 9203 5 v.pags. 322
- 2000, Derecho Electoral Colombiano. Colombia. ed:Legis Sa  ISBN 958 653 25  v. pags. 357
- 2000, Participación ciudadana y comunitaria. Colombia.  ed:Ediciones Jurídicas Gustavo Ibáñez ISBN 958 8087 2 v. pags. 404
- 2001, La Rama ejecutiva. El poder Público.Colombia.  ed:Centro editorial ESAP  ISBN 9586-52115 v. 1 pags. 6
- 2003, Manual Acto Administrativo. Colombia.  ed:Universidad del Rosario  ISBN 9583344974 v. 1pags. 160
- 2004, El acto administrativo. Teoría general. Colombia.  ed:Legis Sa  ISBN 9586533743 v. 1pags. 510
- 2004, Responsabilidad Fiscal y Control del Gasto público. Colombia.  ed:Dike  ISBN 9588235057 v. 1 pags. 469
- 2005, Ajuste Estructural de las finanzas públicas 1998 - 2004 Colombia.  ed:Librería
- 2006, Derecho e instituciones electorales en Colombia. Colombia.  ed:Biblioteca Jurídica Dike ISBN 9588235391 v. 1 pags. 434
- 2007, Acto administrativo. Colombia.  ed:Consejo Superior de la Judicatura  ISBN 978-958-8331-24-9 v. 1000 pags. 106
- 2007, Constitución Económica. Colombia.  ed:Consejo Superior de la Judicatura  ISBN 978-958-8331-39-3  v. 1000 pags. 127
- 2007, Función Administrativa Pública. Colombia.  ed:Consejo Superior de la Judicatura  ISBN 978-958-8331-225 v. 1000 pags. 213

### Artículos de revistas
- 2009, El dominio estatal, Carlos Ariel Sánchez Torres, Francisco Ternera Barrios, Vniversitas, ISSN-e 0041-9060, N.º. 119, (Ejemplar dedicado a: Homenaje a Luis Carlos Galán Sarmiento), págs. 113-136
- 2007, Diagnóstico y perspectivas del control fiscal territorial, Clara López Obregón, Carlos Ariel Sánchez Torres,Edilberto Peña González,Clara López Obregón, Carlos Ariel Sánchez Torres, Edilberto Peña González,Revista Estudios Socio-Jurídicos, ISSN 0124-0579, Vol. 9, N.º. 2, págs. 29-55
- 2006, Control fiscal territorial. Diagnóstico y perspectivas, Carlos Ariel Sánchez Torres, Clara López Obregón, Edilberto Peña González, David Aldana Arévalo, Revista Estudios Socio-Jurídicos, ISSN 0124-0579, Vol. 8, N.º. 2, págs. 44-84
- 2004, Macroorganización estatal, instituciones y contralorías,Carlos Ariel Sánchez Torres, Rodrigo Naranjo Gálvez, Edilberto Peña González,Revista Estudios Socio-Jurídicos, ISSN 0124-0579, Vol. 6, N.º. 2, págs. 229-277
- 2003, Consensos, participación ciudadana y ajuste estructural de las finanzas públicas en Colombia 1998 - 2002,Carlos Ariel Sánchez Torres, Rodrigo Naranjo Gálvez, Erick Rincón Cárdenas, Edilberto Peña González,Revista Estudios Socio-Jurídicos, ISSN 0124-0579, Vol. 5, N.º. 2, págs. 61-119
- 2003, El concepto constitucional de autonomía fiscal y sus alcances legales y jurisprudenciales en Colombia a partir de la Constitución política de 1991, Carlos Ariel Sánchez Torres,Revista Estudios Socio-Jurídicos, ISSN 0124-0579, Vol. 5, N.º. 1,  págs. 172-210
- 2001, "El caleidoscopio de las justicias en Colombia", Tomo I, Carlos Ariel Sánchez Torres,Revista Estudios Socio-Jurídicos, ISSN 0124-0579, Vol. 3, N.º. 2, págs. 177-190
- 2001, La decisión judicial sobre la muerte de Gaitán, Revista Estudios Socio-Jurídicos, Carlos Ariel Sánchez Torres,Revista Estudios Socio-Jurídicos, ISSN 0124-0579, Vol. 3, N.º. 1, págs. 60-92
- 2000, Derecho Electoral en Colombia, Revista Estudios Socio-Jurídicos, Carlos Ariel Sánchez Torres, Revista Estudios Socio-Jurídicos, ISSN 0124-0579, Vol. 2, N.º. 2, págs. 68-119
- 1999, Ley 489 de 1998 un desafío para la administración pública, Carlos Ariel Sánchez Torres,Revista Estudios Socio-Jurídicos, ISSN 0124-0579, Vol. 1, N.º. 2, págs. 32-41
- 1999, Comentarios a la propuesta de reforma política. Legislatura de 1998, Revista Estudios Socio-Jurídicos, Carlos Ariel Sánchez Torres,Revista Estudios Socio-Jurídicos, ISSN 0124-0579, Vol. 1, N.º. 1, págs. 69-77

### Colaboraciones
- 2006, El Estado Constitucional en la globalización: Garantía de derechos, ciudadanía y mercado en el contexto actual de reformas al Estado, Carlos Ariel Sánchez Torres,Derechos humanos, relaciones internacionales y globalización, coord. por Joaquín González Ibáñez, ISBN 958-8897-26-2, págs. 429-448.
- 1999, Opinión pública y encuestas, Carlos Ariel Sánchez Torres,Memoria del III Congreso Internacional de Derecho Electoral, coord. por J. Jesús Orozco Henríquez, Vol. 1, ISBN 968-36-7857-2, págs. 321-339.